# 테이트삼지창코박쥐속
테이트삼지창코박쥐속(Aselliscus)은 잎코박쥐과에 속하는 박쥐 속의 하나이다. 3종으로 이루어져 있다.

## 특징
작은 박쥐로 몸길이는 38~45mm이고, 전완장은 35~45mm, 꼬리 길이는 20~40mm, 몸무게는 최대 8g이다.

## 분포
중국과 인도차이나, 말루쿠 제도, 뉴기니섬, 바누아투에 널리 분포한다.

## 하위 종
- 스톨리츠카삼지창박쥐 (Aselliscus stoliczkanus)
- 테민크삼지창박쥐 (Aselliscus tricuspidatus)
- 동박삼지창박쥐 (Aselliscus dongbacana)